# Levänen
Levänen est un quartier de Kuopio en Finlande.

## Description
Levänen compte environ 1 200 habitants.
Levänen est situé à environ six kilomètres au sud du centre de Kuopio.
Le quartier a été principalement construit dans les années 1970 et compte de nombreux immeubles résidentiels, maisons en rangée et maisons individuelles.

## Lieux et monuments

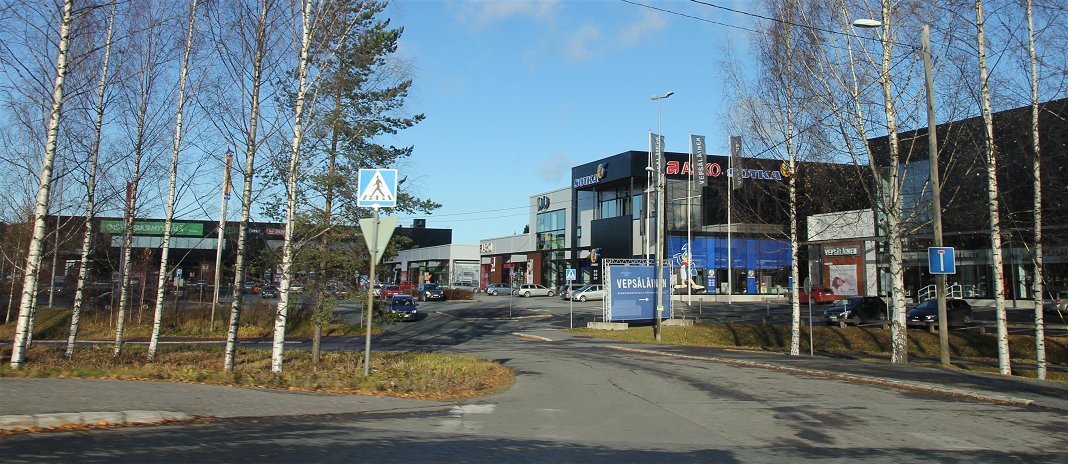
Le parc d'affaires Cantti.
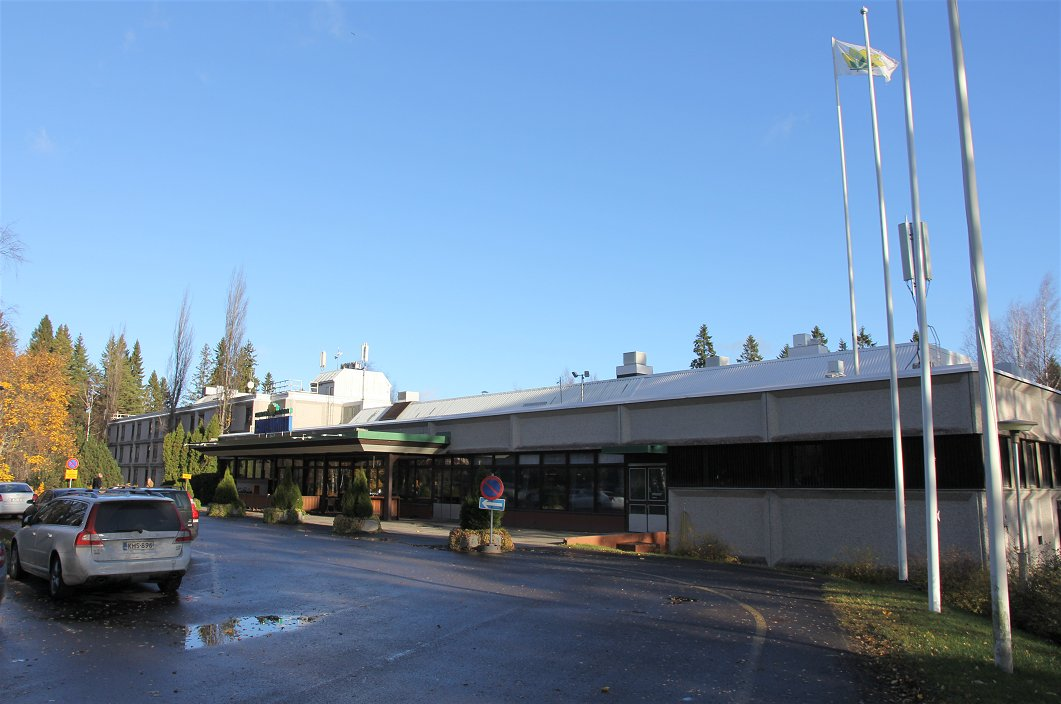
L'hôtel balnéaire.